# Toyota Industries
Toyota Industries (株式会社豊田自動織機, Kabushiki gaisha Toyota Jidō Shokki) est une entreprise de construction mécanique et un équipementier automatique. Toyota possède une participation minoritaire dans Toyota Industries.

## Histoire
En mars 2017, Toyota Industries annonce l'acquisition pour 1,2 milliard d'euros de Vanderlande Industries, une entreprise néerlandaise spécialisée dans la fabrication de tapis roulant et de matériels de gestions des bagages.
En avril 2025, le directeur de Toyota Akio Toyoda lance une offre d'achat de 21 milliards de dollars en son nom, avec le soutien financier de Toyota, sur Toyota Industries. La direction de Toyota Industries accepte l'offre d'acquisition en mai 2025.